# Beinn a’ Chochuill
Der Beinn a’ Chochuill ist ein 980 m (3.215 ft) hoher Berg in den schottischen Highlands. Sein gälischer Name kann etwa mit Berg der Muschel übersetzt werden. Der Berg liegt in der Council Area Argyll and Bute und ist als Munro und Marilyn eingestuft.

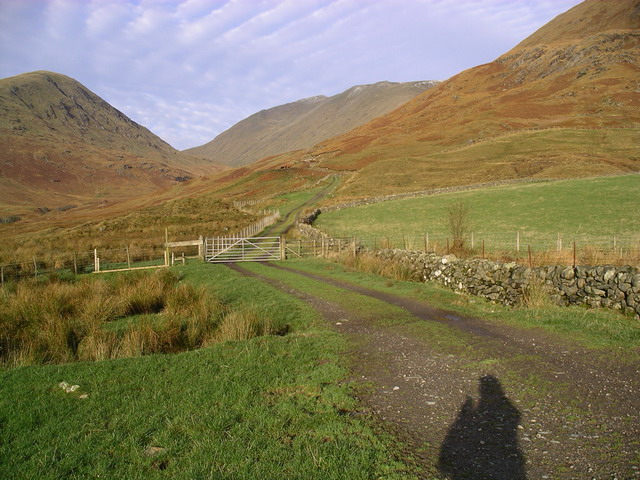
Ausgangspunkt im Tal des Allt Mhoille, im Hintergrund der Beinn a’ Chochuill, links davon der Bealach Lairig Noe, im Vordergrund links die Ausläufer des Stob Diamh, rechts der Südgrat des Beinn Eunaich

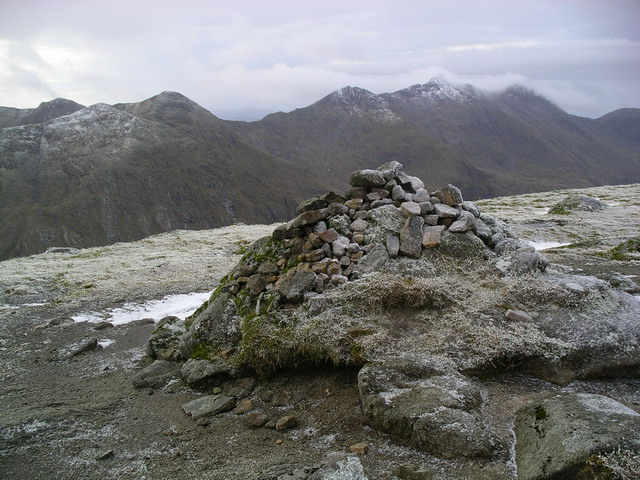
Cairn auf dem Gipfel des Beinn a’ Chochuill

Wie der östlich benachbarte Beinn Eunaich gehört der Beinn a’ Chochuill zu einem Bergmassiv, das sich nördlich  des Ben Cruachan zwischen Loch Etive und Loch Awe erstreckt. Getrennt werden beide Massive durch die Täler des nach Osten fließenden Allt Mhoille und des nach Westen in Loch Etive entwässernden River Noe. Durch seine südlichen und östlichen Nachbarn und seine etwas geringere Höhe ist der Beinn a’ Chochuill von Loch Awe aus kaum zu sehen. Nach dem Beinn Eunaich ist sein Gipfel der zweithöchste Punkt dieses Massivs, dessen Hauptgrat in Ost-West-Richtung verläuft. Nach Osten senkt sich der Grat bis zu einem Sattel ab, an den sich der Beinn Eunaich anschließt. Nach Westen verliert der Grat nur allmählich an Höhe, bis das Massiv sanft an die Ufer von Loch Etive ausläuft. Vom Gipfel des Beinn a’ Chochuill  läuft ein kurzer Grat nach Süden, der sich steil bis zum 564 Meter hohen Bealach des Lairig Noe absenkt, über den ein Übergang zum Massiv des Ben Cruachan möglich ist. Nördlich fällt das Massiv langgezogen in das Tal des River Liver ab.
Die meisten Munro-Bagger kombinieren eine Besteigung des Beinn a’ Chochuill mit der des benachbarten Beinn Eunaich. Ausgangspunkt ist die Brücke der von der nahen A85 abzweigenden B8077 über den Allt Mhoille in der Nähe der Castles Farm am Nordende von Loch Awe. Von dort verläuft der Zustieg zunächst im Tal des Allt Mhoille bis zum Lairig Noe und weiter über den Südgrat zum Gipfel, alternativ auch über die breite, allmählich ansteigende Südostseite. Als weitere Möglichkeit kann zunächst der Beinn Eunaich bestiegen werden, von dort führt ein breiter Verbindungsgrat in Richtung Westnordwest zum Gipfel des Beinn a’ Chochuill. Anstiege von Norden aus Richtung Loch Etive und Glen Kinglass sind ebenfalls möglich, erfordern aber sehr lange und weglose Anmärsche durch Moor- und Heideland und eine Übernachtung in der Bothy Narrachan.